# The Emancipation of Mimi
The Emancipation of Mimi (en español: La Emancipación de Mimi) es el décimo álbum de estudio de la cantante estadounidense Mariah Carey. Fue lanzado el 12 de abril de 2005 en los EE. UU. por la compañía discográfica Island Records, debutó en el no. 1 en el Billboard 200 vendiendo más de 404,000 copias en la primera semana de su lanzamiento. Según Nielsen SoundScan fue el material discográfico mejor vendido del 2005 en los Estados Unidos con siete millones de copias, lo que marcó un gran regreso de la diva y logró posicionarse cómo una superestrella otra vez. En este álbum, Mariah usó el apodo y alter ego de Mimi para poder marcar un regreso en el R&B.
Le otorgó a Carey un Grammy en la categoría de Mejor Álbum R&B Contemporáneo. Hasta la fecha se han lanzado 7 sencillos para promocionarlo, 6 en los Estados Unidos y alrededor del mundo, y 1 exclusivamente internacional "Get Your Number". 2 número uno en los EUA "We Belong Together" que permaneció 14 semanas en la primera posición y ha sido el sencillo más sonado en la radio en una semana (aproximadamente 271,1 millones de veces), y "Don't Forget About Us". Recientemente se lanzó al mercado "Fly Like a Bird" y "Say Somethin'" (featuring Snoop Dogg) al mismo tiempo.
Según Nielsen SoundScan, hasta diciembre de 2015, The Emancipation of Mimi vendió 6 080 000 copias en los Estados Unidos, donde se convirtió en el tercer álbum más vendido de Carey, después de Daydream (1995) y Music Box (1993), respectivamente.
Es su último disco mejor vendido ninguno de sus posteriores trabajos no lograron mayor éxito, especialmente después del año 2009.

## Escritura y grabación
Durante la gira que promociona su noveno álbum de estudio Charmbracelet, Carey comenzó a escribir canciones para su próximo álbum. Debido a que su director de grabación Lyor Cohen había dejado Island Records y se había cambiado a Warner Bros. Records, L.A. Reid lo sustituirá. Antes del lanzamiento de The Emancipation of Mimi algunos críticos ya predecían el regreso de Carey ya que Reid era conocido por su excelente trabajo con artistas cómo Pink, Avril Lavigne, y Usher, mientras otros decían que esto no era muy probable ya que también había trabajado en el álbum Just Whitney de Whitney Houston, en More Than a Woman de Toni Braxton y 3D de TLC y lamentablemente éstos habían fracasado comercialmente.

### Colaboración de Kanye West
La primera canción que se compuso fue "Stay the Night" escrita por Mariah y Kanye West a quien ella conocía por muchos años pero era la primera vez que tenían la oportunidad de trabajar juntos, ya que en su álbumes anteriores les fue imposible porque su banda sonora Glitter estaba basada en música de la década de los ochenta y en Charmbracelet no se pudieron reunir por confiticos de tiempo. Carey y West comenzaron a componer la melodía de "Stay the Night" basándose en una muestra de la canción "Betcha by Golly Wow!" de The Stylistics. Carey descubrió que la canción que habían escrito tenía un problema en su tonalidad y que necesitaba un montón de arreglos vocales, pero decidió mantener la nota. Carey ha dicho que la canción "requiere de bastante rendimiento vocal, pero sonaba cómo una canción de la vieja escuela tipo The Jackson 5 y ella estaba feliz con eso".

### Colaboración de The Neptunes
Durante años Carey había conocido y había querido trabajar con The Neptunes (integrados por Chad Hugo y Pharrell Williams), un dúo de productores que permiten a los artistas coescribir con ellos pero no coproducir, por lo que a regañadientes Carey tuvo que renunciar a sus derechos de producción por primera vez en toda su carrera. Una de las primeras canciones que este grupo creó fue "Say Somethin'". Cuando en el estudio descubrieron que el rapero Snoop Dogg estaba trabajando en la habitación de al lado lo invitaron a rapear algunas partes de la canción. En total es la segunda vez que Snoop Dogg colabora con Carey desde "Crybaby" de su álbum Rainbow en 1999.
Originalmente se tenía planeado que "Say Somethin'" iba a ser una de los primeros sencillos, pero Carey no se sentía cómoda con su lanzamiento. Carey y The Neptunes también crearon "To The Floor" que incluye al rapero Nelly

### Colaboración de James "Big Jim" Wright
Jimmy Jam y Terry Lewis habían colaborado regularmente con Carey desde su séptimo álbum Rainbow (1999). A pesar de que las ventas de los álbumes en que ellos habían contribuido habían sido inferiores a los otros álbumes de Mariah, ella aun quería trabajar con ellos. Debido a problemas de tiempo no pudieron reunirse los tres así que invitaron a su socio Big Jim Wright para que trabajara con Carey. Wright ya había coescrito y coproducido algunas canciones con Mariah y con Jimmy Jam y Terry Lewis pero era la primera vez que el tomaba un papel protagónico en la producción de un álbum. Carey y Wright decidieron crear una canción sin sintetizadores y solo usar instrumentos en vivo para que le diera un sonido de "retro o de la vieja escuela" para contrastar los sonidos urbanos de las otras canciones. Escribieron dos canciones en éste contexto "Circles" y "I Wish You Knew" debido a que sonaban demasiado parecidas a Mariah se le ocurrió que se le introdujera un "directo falso" en que se escucha a ella hablando en un principio de la canción cómo en un concierto en vivo, usando solo instrumentos y coros en vivo. Su idea era hacer una canción tipo Diana Ross con una onda retro.
Carey comenzó a elaborar la letra y melodía de la última pista fuertemente influenciada por Gospel titulada "Fly Like a Bird" y Wright estaba estableciendo la estructura y los acordes de la canción. Carey invitó a su pastor Clarence Keaton a que dijera en la grabación que esa era su canción favorita del álbum. Mariah pensaba que era realmente importante incluir el poderoso mensaje espiritual de la canción.

### Colaboración de Scram Jones
Con algunas pistas ya terminadas, Mariah Carey decidió visitar al rapero N.O.R.E. en un estudio de grabación, donde su relativamente desconocido productor Scram Jones estuvo presente. Carey y Jones se reunieron para producir la pista "Your Girl" que utiliza algunos samples (muestras) de la canción "A Life with You"  del dúo R&B neozelandés Adeaze. La versión original de "Your Girl" contenía unas frases rapeadas por N.O.R.E. pero en la versión oficial del álbum solo se encuentra una versión en solitario.

### Colaboración de James Poyser
Carey ya había escrito varias canciones con onda retro en conjunto con Big Jim Wright pero ella quería estudiar las raíces del R&B que son orgánicas y "soulful" por lo que se puso en contacto con el cantautor y productor James Poyser para que crearan la siguiente canción titulada "Mine Again". Carey declaró que "Mine Again" "es la balada más poderosa del álbum con una gran interpretación vocal, es una de esas canciones que rompen corazones".

### Colaboración de The Legendary Traxster y Swizz Beatz
Al grabar la canción "One and Only" con The Legendary Traxster, Carey descubrió que se estaba usando una "pista de práctica" del rapero Twista entonces ella invitó al mismo para que rapeara algunas partes de la canción. Carey confesó que estaba muy feliz de grabar una canción con Twista ya que ella era una fan de él, ella misma dijo que "su estilo era increíble".
El productor Swizz Beatz también colaboró en el álbum en la pista "Secret Love" que no venía incluida en la versión original del álbum y sólo se lanzó como bonus track en la edición de Japón.

### Colaboración de Jermaine Dupri, Bryan-Michael Cox, Manuel Seal y LRoc
Mariah volvió a Atlanta para trabajar con Jermaine Dupri, su amigo y socio creativo de más de diez años. Para empezar, Dupri produjo una pista instrumental que sonaba muy parecida a "Confessions Part II" de Usher y Carey comenzó a cantar melodías y escribir letras para acompañar. Dupri propuso que el título de la canción sea "I gotta get away" pero Carey pensaba que sería mejor titularla "I gotta shake it off", la que finalmente sería titulada simplemente cómo "Shake It Off". Mariah ha dicho que "Shake it Off" es una de sus canciones favoritas además ha agregado que: "Cuando tu estás pasando por algún drama y que sólo quieres que termine, aparece ésta canción y enseguida te sube el ánimo". Más tarde Carey escuchó una pista instrumental que había creado Dupri para su próximo álbum (álbum de Dupri) basada en un sample (muestra) de la canción "Just an Illusion" de la banda R&B Imagination y él le pidió a Mariah que cantara su propia versión de la canción, pero ella se mostraba renuente a crear otra canción usando samples y estimó que su voz carecía de algo que tenía Dupri. Entonces decidieron cantarla a dúo fue así cómo nació "Get Your Number" con Mariah Carey cantando y Jermaine Dupri rapeando. Carey dijo que a mucha gente le gustaba la canción porque le daba una sensación cómo a "Fantasy".
Con dos canciones coescritas y coproducidas con Jermaine Dupri el álbum estaba casi completo y Carey se mostró satisfecha con el resultado. A pesar de que "Say Somethin'" ya había sido seleccionada cómo el primer sencillo del álbum, Antonio Reid sentía que algo le faltaba al álbum y envió a Carey devuelta a Atlanta para que escribiera más canciones con Dupri. "It's Like That" fue la siguiente canción. Carey ha dicho que: "solo quería que el disco fuera muy divertido, realmente cómo para los bares y sólo para las personas que quieren salir a divertirse por la noche". Carey fue criticada por referirse al alcohol y las drogas en "It's Like That" pero ella sostiene que solo son chistes. El título de la canción se basó en el título de la canción de la banda Run DMC que también se titula "It's Like That" y tiene notables influencias de Hip hop retro o de la vieja escuela.
Dos canciones se crearon en el segundo viaje de Carey a Atlanta, la segunda es "We Belong Together" que Carey ha descrito cómo "One Sweet Day" y "Breakdown" y dijo que era "una balada realmente sincera y aunque es una historia cómo muy concreta creo que todo el mundo probablemente puede aplicarla a sus propias vidas".

### Colaboración de Mahogany, Young Genius, y R. Kelly
Carey trabajó con el escritor y productor Mahogany que no era muy conocido pero que demostraba tener mucha experiencia en la materia. Juntos compusieron y produjeron dos pistas la primera "Sprung" en que se escuchan voces robóticas y voces de "ardilla" que le dan una sensación mucho más electrónica que al resto de las pistas. "Sprung" no venía incluida en la versión americana de The Emancipation of Mimi pero se podía encontrar como bonus track en algunas partes del mundo cómo el Reino Unido y Japón. La segunda canción compuesta fue "When I Feel It" con una influencia Soul de los años 70. Se había anunciado que sería una de las trece pistas principales del álbum pero se excluyó porque se les negó el permiso de usar el sample (muestra) que se había escogido para la canción a tan solo dos semanas del lanzamiento del álbum por lo que Carey no tuvo tiempo de grabarla de nuevo con otro sample. En julio de 2007 la canción se filtró en internet con el nombre de "I Feel It".
Carey había grabado varias canciones adicionales que no iban a ser incluidas en la versión original del álbum entre ellas "Secret Love" y "Sprung" que estaban predestinadas a ser bonus tracks. Debido a que "When I Feel It" no podía lanzarse en el álbum porque sería ilegal se pensó en sustituirla por "Joy Ride" que también estaba destinada a ser bonus track. Carey coescribió y coprodujo la canción con Young Genius un productor de tan solo quince años y ella declaró que escribió la canción inspirada en su corta edad. Como no se pensaba incluir la canción en el álbum, la pista estaba imperfecta y partida en dos por lo que se debieron mezclar las dos partes. Ella dijo que no le importaban los problemas técnicos por la canción "tenía un gran sonido".
Mariah tenía un gran respeto por el compositor y productor R. Kelly por lo que se puso en contacto con él para crear algunas canciones juntos. Cuando se reunieron compartieron algunas ideas pero después de un rato se dieron cuenta de que eran incompatibles y cancelaron las siguientes sesiones.

## Diseño de portada
El diseño de algunos álbumes anteriores de Carey cómo Rainbow, en el que se le puede ver con ropa interior sobre una cama, había creado controversia porque algunos críticos la habían catalogado cómo una mujer promiscua, por lo que en la tapa de álbum Charmbracelet se usó solo su cara y no se mostró el resto de su cuerpo. En fin, para realizar el diseño de The Emancipation of Mimi, Carey se puso en contacto con el estudio de los diseñadores gráficos Markus Klinko y Indrani y les expresó su idea de conservar su imagen sexy pero hacerla parecer más madura. El vestido de la foto de la portada fue diseñado por un conocido grupo de diseñadores de moda situados en la ciudad de Nueva York.
En una reunión con sus fanes antes del lanzamiento del álbum, uno de ellos le comentó a Mariah que en la foto de la portada su piel se veía más oscura de lo normal y la hacía parecer a la cantante de R&B popular en esos momentos, Beyoncé Knowles. Mariah no quería que el público pensara que ella estaba tratando de copiarle a Knowles por lo que se rediseñó una edición limitada DIGIPAK en el que se utilizó photoshoot para aclarar un poco más su color de piel y hacerla más natural. A diferencia de la versión original, el DIGIPAK también un póster en vez del folleto de la otra versión.

## Críticas y revisiones
En el momento de su lanzamiento The Emancipation of Mimi se convirtió en uno de los álbumes mejores recibidos por los críticos en años, debido a que sus trabajos anteriores Glitter y Charmbracelet habían recibido pésimas revisiones y saludaron a The Emancipation of Mimi cómo un gran retorno. La escritora Caroline Sullivan del periódico The Guardian dijo que las canciones del disco eran "las primeras melodías valían la pena pagar por escucharlas de nuevo y la mayoría son frescas, concentradas y urbanas".
El álbum también clasificó en el número nueve en la lista "critics' & artists' choice" de 2005 de la revista Billboard. También apareció en el número 71 en la lista Top 100 Editor's Picks of 2005 de Amazón.com.. y Tammy La Gorce, un editor de la página web, escribió que "The Emancipation of Mimi es una obra de pura magia pop que nos hace a todos libres". El disco ocupó el cuadragésimo tercero puesto en la lista de los mejores álbumes según Rolling Stone.
The Emancipation of Mimi recibió una puntuación de 64/100 lo que indica críticas generalmente buenas.

### Premios Grammy
En total The Emancipation of Mimi recibió diez nominaciones a los Grammy, un récord para un álbum de Carey. Ocho de las nominaciones fueron en la entrega del 2006, por su trabajo durante el 2005 y las otras dos en la entrega del 2007.
Nominaciones a Premios Grammy 2006
- "Álbum del Año" - entregado a How to Dismantle an Atomic Bomb de U2.
- "Mejor álbum de R&B contemporáneo" - Ganado
- "Grabación del año" (por "We Belong Together") - entregado a "Boulevard of Broken Dreams" de Green Day.
- "Canción del año" (por "We Belong Together") - entregado "Sometimes You Can't Make It on Your Own" de Constanza Pino.
- "Mejor Interpretación femenina de pop" (por "It's Like That") - entregado a "Since U Been Gone" de Kelly Clarkson.
- "Mejor Interpretación femenina de R&B" (por "We Belong Together") - Ganado
- "Mejor Interpretación de R&B tradicional" (por Mine Again) - entregado a "A House Is Not a Home".
- "Mejor canción R&B" (por "We Belong Together") - Ganado

Nominaciones a Premios Grammy 2007
- "Mejor Interpretación femenina de R&B" (por "Don't Forget About Us") - entregado a "Be Without You" de Mary J. Blige.
- "Mejor canción R&B" (por "Don't Forget About Us") - entregado a "Be Without You" de Mary J. Blige.

## Recepción

### Ventas
The Emancipation of Mimi debutó en el número uno en Estados Unidos en la lista Billboard 200 con 404.000 copias vendidas en su primera semana de lanzamiento. Hasta el momento es su segunda semana debut con más altas ventas después de E=mc² y se convirtió en su quinto álbum número uno y tercero que debutada en el primer puesto. Semana a semana las ventas se mantenían consistentes y la disminución era la minina. Se mantuvo en el top 5 durante veintidós semanas y logró volver a la cima del chart siete semanas después de su lanzamiento debido al notable aumento en sus ventas. En total el álbum se mantuvo en el top 10 treinta y tres semanas en el top 20 durante cuarenta semanas y cincuentaicinco en el chart y logró volver al top 5 cuando se lanzó la segunda edición la Ultra Platinum Edition que llegó al número cuatro con 185.000 copias vendidas.
El álbum también estuvo durante cinco semanas en el número uno en la lista de álbumes R&B y Hip Hop en Estados Unidos.
The Emancipation of Mimi fue el álbum más vendido en Estados Unidos durante el 2005 con cinco millones de unidades vendidas. Hasta la fecha The Emancipation of Mimi ha sido certificado de siete discos de platino por la RIAA y de acuerdo con la revista Billboard se habían vendido 6,08 millones de ejemplares en Estados Unidos hasta mayo de 2007, haciendo de éste su cuarto álbum más exitoso después de Daydream (1996) y Music Box (1993) con 28 y 32 millones de copias vendidas por cada uno y Mariah Carey (1990) con 15 millones.
El disco también alcanzó el número dos en Canadá y fue certificado tres veces de platino por ventas superiores a las 320.000 copias vendidas. En el Reino Unido llegó al número siete y fue certificado de dos discos de platino. El álbum también ganó una certificación de platino en Japón, Australia, Singapur, Taiwán, Malasia, Corea del Sur, Filipinas, Tailandia y en Nueva Zelanda, oro en Brasil, Alemania, Francia e Italia.
Ocho meses después de su lanzamiento el álbum alcanzó el millón de ejemplares vendidos en Europa y fue certificado de platino por la IFPI. A fines del 2005 esta misma organización informó que el álbum de Carey había vendido 7,7 millones y fue el segundo álbum más vendido durante el 2005 en todo el mundo después de X&Y de Coldplay. De acuerdo con Island Records el álbum había vendido 9 millones de unidades hasta fines del 2006 y más de 10 millones para 2011, con un total de 12 millones para 2012.

### Sencillos
- "It's Like That" fue el primer sencillo del álbum. Fue su sencillo más exitoso en años desde "Loverboy" (2001), alcanzando el número 16 en la lista Billboard Hot 100; mientras que en el Reino Unido alcanzó el número 4. También alcanzó el top 20 en varios países. El éxito de este sencillo fue mucho mayor que los de sus otros álbumes que habían fracasado en la mayoría de los mercados, por lo que "It's Like That" ya predecía el regreso de la diva.[6][7]

- "We Belong Together", el segundo sencillo, se convirtió en uno de los mayores éxitos de toda la carrera de Mariah Carey llegando al número uno en Estados Unidos en la lista Hot 100 durante catorce semanas siendo el mayor éxito durante el 2005 en este país y devolviendo su perdida popularidad a Carey. En el resto del mundo también fue exitoso, en especial en Australia, ya que alcanzó el primer lugar en ese país; también llegó al top 5 en la mayoría de los países, como Reino Unido y Nueva Zelanda.

- "Shake It Off" fue el tercer sencillo y marcó otro éxito de Carey en Estados Unidos, llegando al número 2 en agosto de 2005 cuando "We Belong Together" aún estaba en el número 1 por lo que se convirtió en la única artista en lograr ésta hazaña: dominar la primera y segunda posición de la lista.[8] En el Reino Unido y Australia se lanzó cómo una doble cara A en conjunto con "Get Your Number", alcanzando el top 10 en ambos países.

- "Don't Forget About Us" era el cuarto sencillo del álbum. Esta canción también llegó al número uno en el Billboard Hot 100 convirtiéndose en el decimoséptimo sencillo número uno de Carey que lograba ésta hazaña y posicionándola cómo la segunda artista con más sencillos número uno en dicha lista ya que con este sencillo ella logró alcanzar a Elvis Presley.

- "Say Somethin'" y "Fly Like a Bird" fueron publicados cómo quinto y sexto sencillo en abril de 2006. Él primero era considerablemente menos exitoso que sus antecesores, alcanzado apenas el número 79 en la lista Billboard Hot 100. El segundo no entró al Hot 100 pero si alcanzó el número 19 en la lista de canciones R&B y Hip hop en Estados Unidos.

- "Mine Again" nunca se lanzó oficialmente cómo sencillo pero debido a las descargas digitales logró aparecer en el número 73 en la lista de canciones R&B y Hip Hop.[9] También vale mencionar que la canción ganó popularidad cuando ganó una nominación al Grammy en la categoría "Mejor Interpretación de R&B Tradicional".

- "Stay the Night" y "Say Somethin'" eran limitadamente radiadas en Japón sin que se hayan promovido.[10] Otra pista "So Lonely" tampoco se publicó nunca pero debido a las descargas digitales apareció en el número 75 en la lista de canciones R&B Hip hop.

## Lista de canciones
El álbum originalmente se lanzó con catorce canciones en los Estados Unidos el 12 de abril de 2005:
1. "It's Like That" (Carey, Jermaine Dupri, Manuel Seal, Johnta Austin)– 3:23
2. "We Belong Together" (Carey, Jermaine Dupri, Seal, Austin, Darnell Bristol, Kenneth "Babyface" Edmonds, Sidney DeWayne, Bobby Womack, Patrick Moten, Sandra Sully)– 3:21
3. "Shake It Off". (Carey, Jermaine Dupri, Bryan-Michael Cox, Austin)– 3:52
4. "Mine Again" (Carey, James Poyser)– 4:01
5. "Say Somethin'" con Snoop Dogg (Carey, Pharrell Williams, Chad Hugo, Calvin "Snoop Dogg" Broadus)– 3:44
6. "Stay the Night" (Carey, Kanye West, Thom Bell, Linda Creed)– 3:57
7. "Get Your Number" con Jermaine Dupri (Carey, Jermaine Dupri, John Phillips, Cox, Austin, Leslie John, Steve Jolley, Tony Swain) – 3:15
8. "One and Only" con Twista (Carey, Samuel Lindey, Carl "Twista" Mitchell)– 3:14
9. "Circles" (Carey, James Wright)– 3:30
10. "Your Girl" (Carey, Marc Shemer)– 2:46
11. "I Wish You Knew" (Carey, Wright)– 3:34
12. "To the Floor" con Nelly (Carey, Williams, Hugo, Cornell "Nelly" Haynes)– 3:27
13. "Joy Ride" (Carey, Young Genius)– 4:03
14. "Fly Like a Bird" (Carey, Wright)– 3:53

Ultra Platinum Deluxe Edition (Edición especial ultra platino)
Lanzada en Estados Unidos el 15 de noviembre del 2005
15. "Don't Forget About Us" (Carey, Austin, Cox, Dupri)– 3:53
16. "Makin' It Last All Night (What It Do)" con Jermaine Dupri (Carey, Jarod Alston, Austin, Cox, D. DeGrate, Dupri)– 3:51
17. "So Lonely (One & Only, Pt. 2)" con Twista(Carey, L. Daniels, Rodney Jerkins, Makeba Riddick, Adonis Shopshire, Carl "Twista" Mitchell)– 3:53
18. "We Belong Together (Remix)" con Jadakiss y Styles P. – 4:28
- Lado DVD

1. "It's like That" (video)
2. "We Belong Together" (video)
3. "Shake It Off" (video)
4. "Get Your Number" (video)

Bonus Track Reino Unido
Lanzado el 15 de abril del 2005 en la primera edición
15. “Sprung” (Mahogany)- 3:26
Bonus Track Japón
Lanzado el 30 de marzo del 2005 en la primera edición
15. “Sprung” (Mahogany)- 3:26
16. “Secret Love” (Carey, Swizz Beatz)- 3:09
Ultra Platinum Deluxe Edition (Japanese Edition) (Edición especial ultra platino Japón
Lanzada el 15 de noviembre del 2005
15. “Sprung”  - 3:26
16. “Secret Love”- 3:09
17. “Don't Forget About Us” - 3:53
18. “Makin' It Last All Night (What It Do)” con Jermaine Dupri- 3:51
19. “So Lonely” con Twista - 3:51
20. “We Belong Together (Remix)” con Jadakiss y Styles P.- 4:28
- Lado DVD

1. "It's like That" (video)
2. "We Belong Together" (video)
3. "Shake It Off" (video)
4. "Get Your Number" (video)
5. "Don't Forget About Us" (video)